# Magyarország regionális tévéadóinak listája
Ez Magyarország regionális tévéadóinak listája.
| Ábécé szerinti tartalomjegyzék                                                                           |
| --- |
| A, Á B C Cs D Dz Dzs E, É F G Gy H I, Í J K L Ly M N Ny O, Ó Ö, Ő P Q R S Sz T Ty U, Ú Ü, Ű V W X Y Z Zs |

## 0-9
| Név  |  | Web | Vétel                    |
| ---- |  | --- | ------------------------ |
| 7.Tv |  |     | Regionális (Békés megye) |

## A, Á
| Név       |  | Web                                                          | Vétel                      |
| --------- |  | ------------------------------------------------------------ | -------------------------- |
| Ajka TV   |  | Archiválva 2008. február 16-i dátummal a Wayback Machine-ben | UHF (Ajka és környéke)     |
| Alföld TV |  |                                                              | UHF (Debrecen és környéke) |

## B
| Név                             |  | Web | Vétel |
| ------------------------------- |  | --- | --- |
| Bácska TV                       |  |     | UHF (Bácska és környéke) |
| Bátonyterenyei Városi Televízió |  |     | UHF (Bátonyterenye és környéke) |
| Baja TV                         |  |     | UHF (Baja és környéke) |
| Balmazújváros TV                |  |     | Balmazújváros és környéke (kábeles) |
| Baracs Televízió                |  |     | UHF (Baracs és környéke) |
| Bicskei TV                      |  |     | 77,25 Mhz (Bicske és környéke) R3 (Kábeles vétel) |
| Bogárdi TV                      |  |     | (Sárbogárd és környéke) |
| Budaörsi Városi Televízió       |  |     | (Kábel TV) |
| Buda és Környéki Televízió      |  |     | (Budajenő, Budakeszi, Budaörs, Budapest: II. kerület, XI. kerület, XII. kerület, XXII. kerület, Soroksár XXIII. kerület, Csobánka, Diósd, Dömsöd, Dunaharaszti, Dunavarsány, Érd, Halásztelek, Kisoroszi, Nagykovácsi, Páty, Perbál, Piliscsaba, Pilisvörösvár, Pilisszántó, Pilisszentiván, Pilisszentkereszt, Pócsmegyer, Pomáz, Pusztazámor, Remeteszőlős, Solymár, Sóskút, Surány, Szentendre, Szigethalom, Szigetmonostor, Szigetszentmiklós, Tahitótfalu, Taksony, Tárnok, Telki, Tinnye, Tök, Törökbálint, Zsámbék) |

## C
| Név        |  | Web | Vétel                       |
| ---------- |  | --- | --------------------------- |
| Cell TV    |  |     | Celldömölk és környéke      |
| CTV Cegléd |  |     | UHF 48 (Cegléd és környéke) |

## Cs
| Név         |  | Web | Vétel                           |
| ----------- |  | --- | ------------------------------- |
| Csaba TV    |  |     | UHF 47 (Békéscsaba és környéke) |
| Csele TV    |  |     | UHF 25 (Mohács és környéke)     |
| Csepp Tv    |  |     | OIRT 11 (Csepel és környéke)    |
| Csongrád TV |  |     | UHF 38 (Csongrád és környéke)   |

## D
| Név                |  | Web | Vétel                            |
| ------------------ |  | --- | -------------------------------- |
| Dabas TV           |  |     | 29-es körzet.                    |
| Diák TV            |  |     | (Kazincbarcika és környéke)      |
| DSTV Dunaújváros   |  |     | (Dunaújváros és környéke)        |
| DTV Debrecen       |  |     | UHF 50 (Debrecen és környéke)    |
| Duna Híd Televízió |  |     | UHF 33 (Dunaújváros és környéke) |

## E, É
| Név                         |  | Web | Vétel                                               |
| --------------------------- |  | --- | --------------------------------------------------- |
| Eger TV                     |  |     | UHF 50 (Eger és környéke)                           |
| Eleven Televízió Hangony    |  |     | (Hangony és környéke)                               |
| Eleven Televízió Bükkábrány |  |     | (Bükkábrány, Mezőnyárád, Mezőkeresztes és környéke) |
| Érd TV                      |  |     | Kábelen és IPTV-n (Érd és környéke)                 |
| ES TV                       |  |     | UHF 22 (Vác és környéke)                            |
| Esztergom Televízió         |  |     | UHF 57 (Esztergom és környéke)                      |

## F
| Név             |  | Web                                                         | Vétel                               |
| --------------- |  | ----------------------------------------------------------- | ----------------------------------- |
| Fehérvár TV     |  |                                                             | UHF 48 (Székesfehérvár és környéke) |
| Főnix Televízió |  | Archiválva 2022. július 30-i dátummal a Wayback Machine-ben | UHF 31 (Budapest és környéke)       |
| Füred Televízió |  |                                                             | (Balatonfüred és környéke)          |

## G
| Név              |  | Web | Vétel |
| ---------------- |  | --- | --- |
| Gotthárd TV      |  |     | (Szentgotthárd és környéke) |
| Gemini Televízió |  |     | (Monor és a 29-es telefonkörzet települései) |
| Gran TV          |  |     | (Esztergom, Dorog, Leányvár, Csolnok, Kesztölc, Piliscsév, Tokod, Tát, Nyergesújfalu, Lábatlan, Süttő, Annavölgy, Bajna, Bajót, Dág, Dömös, Epöl, Máriahalom, Mogyorósbánya, Nagysáp, Pilismarót, Sárisáp, Úny, Szentendre, Leányfalu, Dunabogdány, Visegrád, Pilisszentkereszt, Neszmély, Kismaros, Nagymaros, Zebegény, Szob, Letkés, Tatabánya, Tata, Gyermely, Héreg, Szomor, Tardos, Tarján) |

## Gy
| Név                       |  | Web | Vétel                                                    |
| ------------------------- |  | --- | -------------------------------------------------------- |
| Gyarmati Televízió        |  |     | (Balassagyarmat és környéke)                             |
| Gyergyó TV                |  |     | (Gyergyószentmiklós és környéke) Románia - Hargita megye |
| Gyömrői Városi TV         |  |     | (Gyömrő és környéke)                                     |
| Gyöngyös Városi Televízió |  |     | UHF 27 (Gyöngyös és környéke)                            |
| Gyula Televízió           |  |     | UHF 22 (Gyula és környéke)                               |

## H
| Név                              |  | Web                                                            | Vétel                                                  |
| -------------------------------- |  | -------------------------------------------------------------- | ------------------------------------------------------ |
| Hajdúböszörmény Városi TV        |  |                                                                | UHF 35 (Hajdúböszörmény és környéke)                   |
| Hajdúnánási Televízió            |  |                                                                | Nánáskábel: 219.50 Mhz (digitális), 85.25 Mhz (analóg) |
| Hajdúszoboszlói Városi Televízió |  | Archiválva 2015. augusztus 28-i dátummal a Wayback Machine-ben | UHF 39 (Hajdúszoboszló és környéke)                    |
| Halas TV                         |  | Archiválva 2015. március 16-i dátummal a Wayback Machine-ben   | UHF 31 (Kiskunhalas és környéke)                       |
| Halom TV                         |  |                                                                | UHF 48 (Százhalombatta és környéke)                    |
| Hatvan TV                        |  |                                                                | (Hatvan és környéke)                                   |

## I, Í
| Név      |  | Web | Vétel                        |
| -------- |  | --- | ---------------------------- |
| Ipoly TV |  |     | (Balassagyarmat és környéke) |

## K
| Név                            |  |  | Web | Vétel                                                                               |
| ------------------------------ |  |  | --- | ----------------------------------------------------------------------------------- |
| Kalocsa TV                     |  |  |     | UHF 34 (Kalocsa és környéke)                                                        |
| Kanizsa TV                     |  |  |     | UHF 55 (Nagykanizsa és környéke)                                                    |
| Kapos TV                       |  |  |     | HF 42 (Kaposvár és környéke)                                                        |
| Karcag Televízió               |  |  |     | (Karcag és környéke)                                                                |
| Kazincbarcika Városi Televízió |  |  |     |                                                                                     |
| Kecskeméti Televízió           |  |  |     | UHF 31 (Kecskemét és környéke)                                                      |
| Keszthely TV                   |  |  |     | UHF 24 (Keszthely és környéke)                                                      |
| KisDunaTV                      |  |  |     | Kábel és IPTV (Dunaharaszti és környéke)                                            |
| Kölcsey Televízió              |  |  |     | UHF 38 (Fehérgyarmat és kke) UHF 39 (Mátészalka és kke) UHF 53 (Nyíregyháza és kke) |
| Kör TV                         |  |  |     | UHF 50 (Ráckeve és környéke)                                                        |
| Körmendi Városi Televízió      |  |  |     |                                                                                     |
| Körös TV                       |  |  |     | (Szarvas és környéke)                                                               |
| Körzeti Televízió Esztergom    |  |  |     | (Esztergom és környéke)                                                             |

## M
| Név                      |  | Web | Vétel                        |
| ------------------------ |  | --- | ---------------------------- |
| Makói Városi Televízió   |  |     | UHF 51 (Makó és környéke)    |
| Marcali Városi Televízió |  |     | (Marcali és környéke)        |
| Miskolc Városi Televízió |  |     | UHF 55 (Miskolc és környéke) |
| Mohács TV                |  |     | (Mohács és környéke)         |
| Mezőkövesdi Televízió    |  |     | Mezőkövesd                   |

## Ny
| Név                          |  | Web | Vétel                            |
| ---------------------------- |  | --- | -------------------------------- |
| Nyerges TV                   |  |     | UHF (Nyergesújfalu és környéke)  |
| Nyíregyházi Városi Televízió |  |     | UHF 39 (Nyíregyháza és környéke) |

## O, Ó
| Név                       |  | Web | Vétel                                               |
| ------------------------- |  | --- | --------------------------------------------------- |
| Objek-TV                  |  |     | Kábelen C10 168,25 MHz (Zalaszentgrót kábelhálózat) |
| Orosházi Városi Televízió |  |     | (Orosháza és környéke)                              |
| Ózdi Városi TV            |  |     | UHF 51 (Ózd és környéke)                            |

## P
| Név                     |  | Web                                                                             | Vétel                              |
| ----------------------- |  | ------------------------------------------------------------------------------- | ---------------------------------- |
| Pulzus TV               |  |                                                                                 | (Sopron)                           |
| Pannon Televízió        |  | Archiválva 2015. december 23-i dátummal a Wayback Machine-ben                   | UHF 154,25 (Pécs és környéke)      |
| Pápa Városi Televízió   |  |                                                                                 | UHF 48 (Pápa és környéke)          |
| Pátria TV               |  |                                                                                 | UHF (Siklós és környéke)           |
| Pécs TV                 |  |                                                                                 | UHF 46 (Pécs és környéke)          |
| Polgár Városi Televízió |  |                                                                                 | (Polgár és környéke)               |
| Pilis Városi Képújság   |  | [7]                                                                             | (Pilis Képüsz KFT. kábelhálózatán) |
| Pomáz TV                |  | http://pomaztv.hu Archiválva 2015. augusztus 8-i dátummal a Wayback Machine-ben | UHF (Pomáz és környéke)            |
| Putnok Városi TV        |  | http://pvtv.hu                                                                  | UHF (Putnok és környéke)           |

## R
| Név                |  | Web | Vétel                           |
| ------------------ |  | --- | ------------------------------- |
| Rábaközi Televízió |  |     | (Rábaköz – Fertő-part - Sokoró) |
| Rétság TV          |  |     |                                 |
| Revita TV          |  |     | (Győr és környéke)              |

## S
| Név                              |  | Web | Vétel                            |
| -------------------------------- |  | --- | -------------------------------- |
| Salgótarjáni Városi TV           |  |     | UHF 29 (Salgótarján és környéke) |
| Somogy Televízió                 |  |     | UHF 37 (Kaposvár és környéke)    |
| Sopron Televízió                 |  |     | UHF (Sopron és környéke)         |
| Strázsahegyi Közösségi Televízió |  |     | Esztergom-Kertváros és környéke  |
| Sükösd Televízió                 |  |     | UHF 37 (Sükösd és környéke)      |

## Sz
| Név                           |  | Web | Vétel                               |
| ----------------------------- |  | --- | ----------------------------------- |
| Szegedi Városi Televízió      |  |     | UHF 40-42 (Szeged és vonzáskörzete) |
| Szolnok TV                    |  |     | UHF 59 (Szolnok és környéke)        |
| Szombathelyi Városi Televízió |  |     | UHF 52 (Szombathely és környéke)    |

## T
| Név                            |  | Web                                                         | Vétel                                       |
| ------------------------------ |  | ----------------------------------------------------------- | ------------------------------------------- |
| Tapolca Városi TV              |  |                                                             | UHF 43 (Tapolca és környéke)                |
| Tatabánya Közösségi Televízió  |  |                                                             | UHF (Tatabánya és környéke)                 |
| Tatai TV                       |  |                                                             | UHF (Tata és környéke)                      |
| Tarjáni Kábeltévé              |  |                                                             | (Szeged, Tarján városrésze - web televízió) |
| Telin TV                       |  |                                                             | UHF (Szeged és környéke)                    |
| Tiszapart Kulturális Televízió |  |                                                             | UHF (Szeged és környéke)                    |
| Tisza Televízió                |  | Archiválva 2021. január 20-i dátummal a Wayback Machine-ben | UHF (Tiszaújváros és környéke)              |
| Tolnatáj TV                    |  |                                                             | (Tolna megye                                |
| Trió TV                        |  |                                                             | UHF (Kiskunfélegyháza és környéke)          |
| Túri Televízió                 |  |                                                             | UHF (Mezőtúr és környéke)                   |
| Telepaks                       |  |                                                             | UHF 31 (Paks és környéke)                   |
| T1 TV                          |  |                                                             | UHF (Törökszentmiklós és környéke)          |

## V
| Név                  |  | Web | Vétel                                 |
| -------------------- |  | --- | ------------------------------------- |
| Vadna Televízió      |  |     | Kábelen 168,25 Mhz (Vadna)            |
| Várpalotai Városi TV |  |     | UHF 43 (Várpalota és környéke)        |
| Vásárhelyi TV        |  |     | UHF 34 (Hódmezővásárhely és környéke) |
| Veszkény TV          |  |     | Kábeltelevízión érhető el (Veszkény)  |
| Veszprém TV          |  |     | UHF 42 (Veszprém és környéke)         |

## W
| Név         |  | Web | Vétel                                             |
| ----------- |  | --- | ------------------------------------------------- |
| Williams TV |  |     | Vecsés és környéke (29-es hívókörzet: Üllő, Gyál) |

## Z
| Név                             |  | Web                                                         | Vétel                                               |
| ------------------------------- |  | ----------------------------------------------------------- | --------------------------------------------------- |
| Zalaegerszegi Televízió         |  |                                                             | UHF 51 (Zalaegerszeg és környéke)                   |
| Zalaszentgróti Városi Televízió |  |                                                             | Kábelen C10 168,25 MHz (Zalaszentgrót kábelhálózat) |
| Zemplén TV                      |  |                                                             | UHF 50 (Sátoraljaújhely és környéke)                |
| Zugló TV                        |  | Archiválva 2018. június 21-i dátummal a Wayback Machine-ben | Budapest, XIV. kerület (Zugló)                      |

## Zs
| Név       |  | Web                                                           | Vétel                   |
| --------- |  | ------------------------------------------------------------- | ----------------------- |
| Zsolca Tv |  | Archiválva 2020. augusztus 9-i dátummal a Wayback Machine-ben | Felsőzsolca és környéke |